# Polonophobie
 (juin 2016).

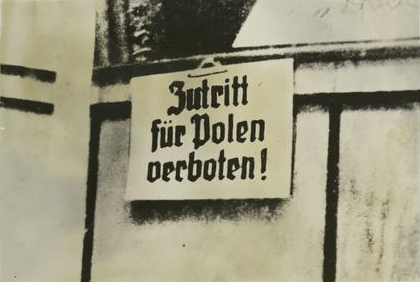
Avertissement allemand affiché en Pologne occupée (1939) - « Entrée interdite aux Polonais ! »

Les termes polonophobie, anti-polonisme, antipolonisme et sentiment anti-polonais se réfèrent à toutes les attitudes hostiles envers le peuple et la culture polonaise. Ces termes se rapportent à un préjugé hostile aux Polonais et des personnes d'origine polonaise, incluant une discrimination d'ordre ethnique et, à l'occasion, une maltraitance organisée et financée par un gouvernement contre des Polonais et des citoyens polonais. Ce préjugé a entraîné des meurtres en masse et un génocide durant la Seconde Guerre mondiale, notamment par les nazis allemands, certains nationalistes ukrainiens, le NKVD et les forces soviétiques.
La polonophobie implique souvent des stéréotypes péjoratifs et racistes ainsi qu'une discrimination à l'égard de ce qui touche la Pologne et les Polonais,,,,. Pendant l'Occupation, dans le cadre du Generalplan Ost, elle s'est traduite par une persécution systématique et ciblée des occupants à l'encontre des populations polonaises, considérées comme des sous-hommes (Untermenschen) en tant que Slaves.

## Utilisation du terme dans les écrits scientifiques
Le terme « anti-polonisme » (emprunt lexical du polonais : antypolonizm) a été défini en Pologne avant 1919 pour désigner la politique de germanisation et de russification des Empires allemand, autrichien et russe entre lesquels était partagée la Pologne jusqu'en 1918. Dans les années 1980, il a été réutilisé par les penseurs progressistes polonais, tels que Jan Józef Lipski durant les premières années du syndicat « Solidarité » à propos des allégations accusant l'ensemble du peuple polonais d'avoir partagé l'antisémitisme des collaborateurs polonais et rendant responsable des crimes de ces collaborateurs l'État polonais, alors que celui-ci n'existait plus en Pologne pendant la guerre, mais seulement à Londres et parmi les troupes polonaises combattant contre l'Allemagne nazie à l'Ouest comme à l'Est. À la fin des années 1990, le terme « anti-polonisme » a été récupéré en Pologne par les nationalistes eurosceptiques pour réactiver la xénophobie et l'antisémitisme (alors qu'il n'y a presque plus de Juifs en Pologne), ainsi que pour qualifier toute critique de leurs idées, au point qu'ils l'ont fait entrer dans le langage courant. On le voit dans des organes de presse polonaise importants tels que Gazeta Wyborcza.
Toutefois, au XXIe siècle, l'anti-polonisme, ou polonophobie, a aussi été étudié(e) sans parti-pris dans des travaux universitaires par des chercheurs polonais, allemands, américains et russes,.

## Spécificités
Les formes d'hostilité envers les Polonais et la culture polonaise incluent :
- La persécution organisée des Polonais en tant que nation ou que groupe ethnique, souvent basée sur la croyance de certaines personnes que les intérêts polonais menacent leurs propres aspirations nationalistes (pangermanisme, panslavisme…) ou idéologiques (nazisme, communisme soviétique) ;
- Le racisme polonophobe, un mélange de xénophobie et de racisme anti-slave (dans l'idéologie nazie, les Slaves, au même titre que les Juifs ou les peuples africains, étaient considérés comme des « sous-hommes ») ;
- L'anti-polonisme culturel : préjugé contre les Polonais et les personnes parlant polonais, eu égard à leurs mœurs, leur langage et leur éducation, présupposées « inférieures » ;
- Les stéréotypes sur la Pologne et le peuple polonais dans les médias et dans la culture populaire (comme dans l'expression « soûl comme un Polonais »).

Un exemple historique de polonophobie fut le polakożerstwo (en français « dévoration des Polonais ») — un terme polonais qui apparut durant le XIXe siècle dans les territoires polonais annexés. Il décrivait la suppression forcée, en Prusse, de la culture, de la formation intellectuelle et du catholicisme polonais, et l'élimination des Polonais de la vie publique et de la propriété terrienne dans l'Est de l'Allemagne sous le gouvernement d'Otto von Bismarck, tout particulièrement durant le Kulturkampf et jusqu'à la fin de la Première Guerre mondiale. Une politique similaire se retrouva, principalement sous le tsar Nicolas II, dans les territoires polonais qui avaient été annexés par l'Empire russe.
Au cours de l'Histoire, les actes inspirés par la polonophobie vont jusqu'à l'extermination physique des habitants polonais, le but visé étant d'empêcher la réémergence d'un état polonais. Durant la Seconde Guerre mondiale, en application du Generalplan Ost, la majorité de la société polonaise devient l'objet des politiques génocidaires du régime nazi, qui mène des politiques de meurtres de masse.
À l'heure actuelle, parmi ceux qui expriment des attitudes hostiles envers le peuple polonais, on retrouve plusieurs politiciens russes des partis politiques d'extrême-droite en quête d'une nouvelle identité impériale.

## Histoire

### Persécution de Polonais (avant 1918)
Les théories polonophobes associées à la condamnation de la culture polonaise étaient particulièrement vivaces en Prusse au XVIIIe siècle à l'époque des partitions de la Pologne. Par exemple, David Blackbourn de l'université Harvard cite les écrits scandalisés de l'intellectuel allemand Georg Forster qui avait reçu une titularisation à l'université de Vilnius par la Commission de l’Éducation nationale polonaise en 1784. Forster parle du « retard » polonais dans une veine similaire à « l'ignorance et à la barbarie » de l'Asie du Sud-Est. De telles considérations sont plus tard reprises par les théories allemandes de l'espace vital et exploitées par les nazis. Entre les 18e et 20e siècles, des académiciens allemands cherchent à démontrer qu'il y a entre l'Allemagne et la Pologne une « frontière entre la civilisation et la barbarie ; la grande Culture allemande et le slavisme primitif » (diatribe raciste de 1793, écrite par J.C. et rééditée par les nazis en 1941). Les officiels prussiens, pressés d'affermir la partition polonaise, favorisaient cette idée que les Polonais étaient culturellement inférieurs et avaient besoin d'une direction prussienne. Des textes aussi racistes, publiés d'abord à partir du XVIIIe siècle, sont réédités par le Reich allemand avant et après son invasion de la Pologne. Le roi prussien Frédéric le Grand nourrissait envers le peuple polonais un mépris particulier : après sa conquête de la Pologne, il compara les Polonais aux « Iroquois » du Canada.
Quand la Pologne perdit les derniers vestiges de son indépendance en 1795 et qu'elle disparut de la carte durant 123 ans, l'ethnie polonaise était étouffée par la germanisation sous la domination prussienne puis allemande, et par la russification dans les territoires annexés par l'Empire russe. En Prusse, les monastères polonais étaient vus comme des « repaires de l'oisiveté » et leurs immenses propriétés souvent saisies par les autorités prussiennes. Le catholicisme, prévalent parmi les Polonais, était stigmatisé non seulement en Prusse, mais aussi en Russie, empire orthodoxe. La langue polonaise était combattue de toutes parts, les établissements d'enseignements polonais et catholiques étant fermés. De ce fait, le catholicisme polonais devint identitaire et indissociable de la résistance culturelle polonaise. Un aspect fiscal de la politique anti-polonaise, est que la noblesse polonaise vivant en Prusse ou en Galicie autrichienne devait payer des taxes supérieures à celles réclamées à la noblesse germanique, à moins de s'intégrer à celle-ci en changeant de langue, et aussi de religion en Prusse, royaume protestant.
Selon l'historien russe Liudmila Gatagova (en), être polonais sous l'occupation russe était en soi-même presque répréhensible. « Pratiquement tout le gouvernement russe, la bureaucratie, et la société étaient unis dans une animosité envers les Polonais ». « Des colporteurs diffusèrent à travers la population une rumeur à propos d'un hypothétique ordre de les tuer […] et de s'emparer de leurs terres ». La culture polonaise et sa religion furent vues comme des menaces aux ambitions impérialistes de la Russie. Les Namestniks (en) tsaristes firent en sorte de les éliminer des terres polonaises par la force. La politique anti-polonaise russe, en plus de comporter la confiscation des propriétés des nobles polonais, s'appliquait aux domaines de l'éducation, de la religion et du langage. En vertu d'une intensification de la politique de russification, les écoles et les universités polonaises furent fermées. En plus des exécutions et des déportations massives de Polonais vers les Katorga (bagnes tsaristes, précurseurs du Goulag), le tsar Nicolas Ier établit une armée d'occupation aux frais de la Pologne.

L'idéologie panslave non seulement n'encouragea pas les Polonais, mais des écrivains russes accusèrent la nation polonaise de trahir leur « famille slave » en raison de leurs luttes armées pour l'indépendance. L'hostilité envers les Polonais se ressentait dans de nombreuses œuvres littéraires russes de l'époque. 

« Pendant et après l'Insurrection de 1830-1831, de nombreux écrivains russes participèrent volontairement à la propagande anti-polonaise. Nicolas Gogol écrivit Tarass Boulba, un roman anti-polonais au haut mérite littéraire, »

— Prof. Vilho Harle (en)
Alexandre Pouchkine, aux côtés de trois autres poètes, publia un pamphlet intitulé Sur la prise de Varsovie pour célébrer l'écrasement de l'insurrection de Novembre. Son adhésion à la frénésie anti-polonaise se manifeste dans des poèmes dans lesquels il salue la capitulation de Varsovie, nouveau « triomphe » de la Russie impériale.
En Prusse, puis plus tard dans l'Empire allemand, les Polonais n'avaient pas le droit de bâtir des habitations, et leurs propriétés étaient la cible de rachats forcés des gouvernements prussiens puis allemands. Otto von Bismarck décrivit les Polonais comme « des animaux » et mit en place de sévères lois visant à leur expropriation au profit des Junkers prussiens. Les Polonais furent sujets à une vague d'expulsions forcées (Rugi Pruskie). La langue polonaise était bannie en public, et les enfants polonais violemment punis à l'école lorsqu'ils la parlaient (par exemple à Września à partir de mai 1901). Le gouvernement allemand finança et encouragea l'installation d'Allemands dans plusieurs régions dans le cadre de sa « Marche vers l'Est ». Le Parlement prussien promulgua plusieurs lois contre les catholiques.
Vers la fin de la Première Guerre mondiale, durant la lutte polonaise pour l'indépendance, l'Empire allemand qui occupait alors le royaume de Pologne, tenta un transfert de la population vers l'Est de Polonais et de Juifs, qui aurait été suivi de l'installation de colons Allemands si les Empires centraux avaient gagné la guerre,,.

### Persécution de Polonais (1918–39)
À la fin de la Première Guerre mondiale, les Polonais regagnent leur indépendance, mais sont aussitôt attaqués à Danzig, en Mazurie et en Silésie (disputés avec Allemagne), et dans les Kresy (disputés avec la Russie soviétique et l'Ukraine occidentale). Il en découle les insurrections de Silésie, lors desquelles des travailleurs polonais sont ouvertement menacés de perdre leurs emplois et leurs pensions s'ils votent pour la Pologne lors du plébiscite de Haute-Silésie, et la guerre soviéto-polonaise de 1919-1921.
Durant l'entre-deux-guerres, le sentiment anti-polonais s'amplifie en Allemagne. L'historien américain Gerhard Weinberg observe que pour beaucoup d'Allemands de la république de Weimar, la Pologne était une abomination, et que ses habitants étaient vus « comme une espèce de cafards d'Europe de l'Est, ». Durant l'entre-deux-guerres, les Allemands utilisaient également l'expression « économie polonaise » (polnische Wirtschaft) pour décrire toute situation désespérée. Weinberg note aussi que dans les années 1920-1930, chaque chef politique allemand refuse de considérer la Pologne en tant que nation légitime, souhaitant plutôt un partage de son territoire avec l'Union soviétique.
L'historien britannique A. J. P. Taylor écrit en 1945 que le national-socialisme était inévitable car les Allemands « répudiaient l'égalité avec les peuples d'Europe de l'Est qui leur avait été imposée malgré eux » après 1918,. Taylor écrit : « Pendant les quatre-vingt années précédentes, les Allemands ont sacrifié au Reich toutes leurs libertés ; ils demandèrent en récompense la mise en esclavage des autres. Pas un Allemand ne reconnut les Tchèques ou les Polonais comme ses égaux. Par conséquent, chaque Allemand souhaitait une guerre totale, seule capable d'assouvir ses volontés. Il n'y eut rien d'autre pour maintenir le Reich en place. Il a été créé par la conquête et pour la conquête ; s'il allait venir à renoncer à elle, il se serait dissous,. »
Les plus importants massacres et déportations de Polonais, qui ont lieu durant les Grandes Purges en Union soviétique, sont connues en tant que génocide polonais. Ce génocide a lieu approximativement du 25 août 1937 au 15 novembre 1938. Selon les archives du NKVD soviétique, 111 091 Polonais et des personnes accusées de liens avec la Pologne sont alors exécutées, tandis que 28 744 personnes sont envoyées dans des camps de travail ; ce qui conduit au nombre de 139 835 victimes au total. Ce nombre constitue 10 % des personnes officiellement persécutées durant la période de la Grande Terreur, les documents du NKVD l'attestant. Les actions coordonnées du NKVD et du Parti communiste en 1937-1938 contre la minorité polonaise, qui ne représente à ce moment que 0,4 % des citoyens soviétiques, conduisent à un génocide ethnique tel que défini par l'Organisation des Nations unies, conclut l'historien Michael Ellman (en). Son point de vue est partagé par Simon Sebag Montefiore, le Professeur Marek Jan Chodakiewicz (en), et le docteur Tomasz Sommer (en), entre autres,,,. Dans un style typiquement staliniste, les familles polonaises assassinées étaient accusées d'activités « anti-soviétiques » et de terrorisme d'État,.

### Seconde Guerre mondiale

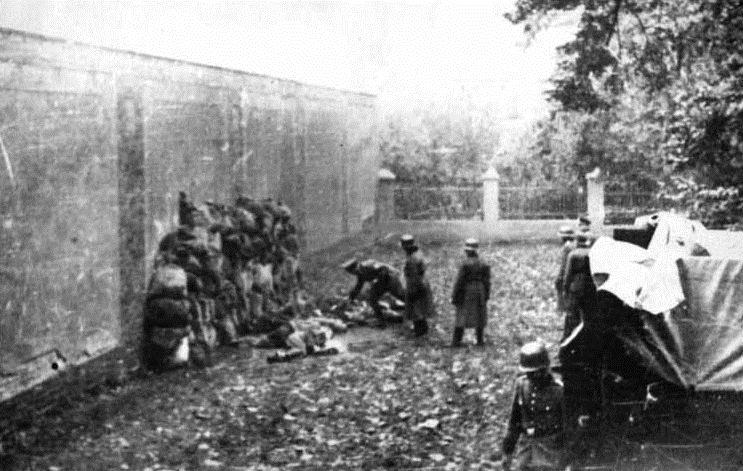
Des soldats allemands exécutent des Polonais contre les murs d'une prison, Leszno, Pologne, octobre 1939

L'hostilité envers le peuple polonais atteint des sommets durant la Seconde Guerre mondiale, quand les Polonais deviennent la cible d'un nettoyage ethnique d'une échelle sans précédent, incluant le génocide des nazis sous le Gouvernement général, les exécutions et les déportations par les Soviétiques de Kresy vers la Sibérie, et les massacres des Polonais en Volhynie, une épuration ethnique menée par des Ukrainiens nationalistes dans l'actuel Ouest de l'Ukraine. Des millions de citoyens polonais, d'ethnie polonaise et juive, meurent dans des camps de concentration comme Auschwitz. Un nombre inconnu périssent au goulag soviétique et dans les prisons politiques.
La politique soviétique, à la suite de l'invasion de la Pologne de 1939, s'avère impitoyable. Elle est parfois coordonnée avec les Nazis : des conférences Gestapo-NKVD sont organisées. Les actes d'épuration ethnique incluent les exécutions de masse de prisonniers de guerre lors du massacre de Katyń et à divers autres endroits, et l'exil d'un million et demi de citoyens polonais, dont l'intelligentsia, des universitaires et des prêtres, vers des camps du Goulag.
Les propagandes allemande et soviétique dépeignent les Polonais comme ineptes, incapables de mener à bien une guerre, archaïques et dépassés dans tous les domaines. Des actualités nazies et des documentaires mettent en avant la « bravoure mais la futilité » de la cavalerie polonaise, qui aurait chargé les tanks allemands en 1939, ainsi que la soi-disant destruction de la force aérienne polonaise au sol, le premier jour de la guerre. En 1941, la propagande allemande livre un film intitulé Kampfgeschwader Lützow qui incorpore la charge de la cavalerie polonaise.
Une fois le pacte germano-soviétique rompu, les Alliés occidentaux ont un besoin vital que l'Armée rouge occupe un maximum de forces allemands sur le front Est, et ont d'autant moins besoin de la Pologne, rendant problématique les relations de la Pologne avec eux, comme avec l'URSS qui se retrouve malgré elle dans le même camp. C'est pourquoi les États-Unis et le Royaume-Uni permettent, voire relayent la propagande soviétique, diffamant leur allié polonais. Edward Hallett Carr, assistant rédacteur du Times, était assez réputé pour ses éditoriaux relayant le point de vue soviétique vis-à-vis des Polonais. Dans un éditorial du 10 février 1945, Carr se demande notamment si le gouvernement polonais en exil est habilité à parler au nom de la Pologne. Il écrit qu'il est extrêmement douteux, selon lui, que le gouvernement polonais ait « un droit exclusif de parler au nom du peuple polonais, et un liberum veto sur toute évolution vers une résolution des affaires polonaises ». Il ajoute que les « compétences juridiques de ce Gouvernement ne sont certainement pas capables de supporter une inspection plus poussée : le déroulement des évènements révèle que sa constitution dérive au mieux d'un coup d'État quasi-fasciste, ». Carr conclut son éditorial par l'affirmation que « ce que désire voir à Varsovie le maréchal Staline n'est pas un gouvernement fantoche agissant sous les ordres russes, mais un gouvernement amical qui, ayant pleine conscience de l'immense importance de la concorde russo-polonaise, adaptera ses politiques indépendantes en conséquence, ». Les Alliés occidentaux étaient même prêts à aider à dissimuler le massacre de Katyń perpétré par les Soviétiques. En 2007, Katyń n'est toujours pas accepté en tant que crime de guerre.

### L'après-guerre
Alors que les crimes nazis prennent fin avec la fin de la Seconde Guerre mondiale, les répressions soviétiques des citoyens polonais se poursuivent. Sous Joseph Staline, des dizaines de soldats de l'armée de l'intérieur, l'Armia Krajowa, et d'anciens combattants des forces armées polonaises ayant combattu avec les Alliés occidentaux sont emprisonnés, torturés par des agents du NKVD (comme Witold Pilecki et Łukasz Ciepliński (en)) et tués après des procès staliniens comme le « procès des seize ». Un sort similaire attend les « soldats maudits ». Au moins 40 000 membres de l'armée de l'intérieur de Pologne sont déportés en Russie.
En Grande-Bretagne, après 1945, les Britanniques acceptent d'abord les militaires polonais qui choisissent de ne pas revenir en Pologne devenue un État communiste. Les Polonais résidant dans ce pays ont servi sous commandement britannique durant la bataille d'Angleterre, mais à partir du moment où les Soviétiques commencent à regagner du terrain sur le front de l'Est, l'opinion publique et le gouvernement du Royaume-Uni offrent leurs sympathie aux Soviétiques (non sans quelqu'influence d'agents doubles,,) et tombe dans une polonophobie qui transforme la figure de l'« indomptable antinazi polonais » en « affreux fasciste, collaborateur et antisémite, ». Après la guerre, les syndicats et le Parti travailliste insistent sur le fait qu'il n'y aura pas assez d'emplois, de nourriture et de logements pour tous les combattants polonais souhaitant devenir britanniques. Il se produit des ralliements anti-polonais : la menace pour ces combattants polonais d'être renvoyés de force en Pologne soviétisée, et donc de finir au Goulag, est réelle,.
En 1961, un livre publié en Allemagne par l'historien et négationniste David Hoggan (en) et intitulé Der Erzwungene Krieg (« La Guerre forcée ») affirme que l'Allemagne n'a pas commis d'agression contre la Pologne en 1939, mais qu'elle aurait été victime d'une « conspiration anglo-polonaise contre le Reich ». Ses contradicteurs relèvent qu'Hoggan semble avoir développé une hostilité obsessionnelle envers les Polonais. Ses affirmations incluent le fait que le gouvernement polonais a traité plus cruellement encore la minorité allemande de Pologne que le gouvernement allemand sous Adolf Hitler n'a traité sa minorité juive. En 1964, une controverse plus importante voit le jour lorsque deux groupes allemands d'extrême-droite décernent des « prix Hoggan ».
Dans les années 1980, le philosophe et historien Ernst Nolte affirme qu'en 1939 la Pologne était engagée dans une politique de « génocide » envers sa minorité allemande, et que les actes de l'Allemagne nazie, dont l'invasion de la Pologne et les massacres engendrés par la suite, correspondaient à des « actes de représailles ». Ses détracteurs, comme l'historien britannique Richard J. Evans, accusent Nolte de déformer les faits, arguant qu'en aucune manière l'État polonais n'avait commis de génocide envers aucune de des minorités, à moins de qualifier de « génocides » les épisodes sporadiques de violences interethniques historiquement attestées.
Dans les années 1980, le sentiment anti-polonais propre à l'Allemagne est à nouveau ouvertement exploité par l'Allemagne de l'Est contre Solidarność. Ce procédé devient particulièrement visible dans la « remise au goût du jour des « blagues polonaises », certaines rappelant à ceux qui les écoutent des plaisanteries propagées sous le régime nazi, ».

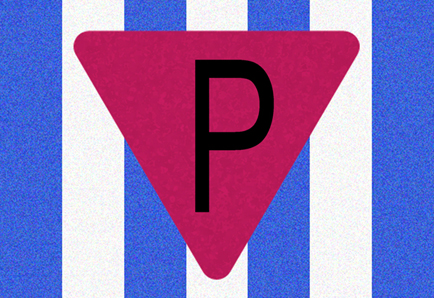
Badge d'un camp de concentration allemand portant la lettre P : élément obligatoire sur l'uniforme des déportés polonais.

## Hostilité contemporaine

### Des camps de concentration «polonais»?
Nombre de médias non-polonais, lorsqu'ils évoquent la Seconde Guerre mondiale, employent fréquemment l'expression camps d'extermination polonais (en), comme si les camps nazis, ayant pour but d'exterminer les Juifs et les Polonais, avaient été mis en place par la Pologne occupée,,.
Le ministère polonais des Affaires étrangères, ainsi que les organisations polonaises disséminées autour du monde et l'ensemble des gouvernements polonais depuis 1989, condamnent l'utilisation de telles expressions qui suggèrent l'existence d'une responsabilité polonaise dans la mise en place des camps du Troisième Reich. Le 30 janvier 2005, l'American Jewish Committee établit lors d'une conférence de presse que « ce n'est pas une simple question de sémantique » et que l'« intégrité et l'exactitude historique sont en jeu, ».
Un reportage diffusé le 30 avril 2004 sur CTV News fait référence au « camp polonais de Treblinka ». L'ambassade polonaise au Canada déposa alors une plainte contre CTV News. Robert Hurst de CTV, déclara en réponse que l'expression « camp de la mort polonais » est d'usage commun parmi les journaux anglophones et refusa d'effectuer la correction demandée. L'ambassadeur polonais d'Ottawa se tourna alors vers le National Specialty Services Panel of the Canadian Broadcast Standards Council qui rejeta l'argument de Robert Hurst, arguant que « le terme polonais, tout comme les adjectifs anglais, français ou allemand avait des connotations dépassant clairement le simple contexte géographique. Son usage en référence aux camps d'extermination nazis est trompeur et inapproprié ». CTV dut diffuser la décision en première partie de soirée. Le ministère polonais des Affaires étrangères déclara que « cet exemple de campagne, menée à bien, contre la déformation de la vérité historique par les médias — et en défense de la réputation polonaise — permettra, espérons-le, de réduire le nombre d'incidents similaires dans le futur, ».
Dans le même ordre d'idées, l'expression « nazis polonais », utilisée vis-à-vis des groupes paramilitaires non-polonais opérant sur le sol polonais durant la Seconde Guerre mondiale
 est également diffusée par la Norwegian State Broadcasting Corporation (NRK). Le Yad Vashem Institute de Jérusalem considère cette déclaration de la NRK comme une falsification « offensant la vérité historique ».
En 2016, le musée d’Auschwitz lance un programme informatique visant à éliminer toute qualification des camps nazis comme « polonais » et prescrivant l'utilisation des termes « de Pologne ». En 2018, afin de ne pas donner l'impression que l'État polonais (alors représenté seulement à Londres et parmi les troupes Alliées) ou la nation polonaise dans son ensemble seraient co-responsables de la Shoah, le Parlement polonais vote une loi prévoyant une peine d'emprisonnement pour les personnes accusant la nation ou l'État polonais de participation aux crimes nazis,. Israël, alors gouverné par sa droite nationaliste, critique cette décision, qui viserait à « dédouaner les Polonais de leur rôle pendant et après la Shoah ».

### Russie
En russe, le terme mazurik (мазурик) désigne un « pickpocket », « petit délinquant », mais signifie littéralement « personne venant de Masurie », région géographique de la Pologne. Ce mot est un exemple des expressions familières que Vladimir Poutine emploie parfois (« poutinismes »). En 2005, des violences contre des Polonais à Moscou poussent le président polonais Aleksander Kwaśniewski à demander au gouvernement russe de les faire cesser,. Un employé de l'ambassade polonaise de Moscou est hospitalisé dans un état grave après avoir été battu en plein jour près de l'ambassade par des hommes non-identifiés. Trois jours plus tard, un autre diplomate polonais est battu près de l'ambassade. Le lendemain, le correspondant à Moscou du quotidien polonais Rzeczpospolita est attaqué et battu par un groupe de Russes.

### Royaume-Uni
À la suite de l'élargissement de l'Union européenne en 2004, le Royaume-Uni est confronté à une immigration économique depuis la Pologne : les estimations indiquent que la communauté polonaise y a doublé en quelques années. Des cas de sentiment anti-polonais et d'hostilité envers les immigrants polonais sont relevés. Le Parti national britannique, d'extrême droite, demande à la fin des années 2000 que l'immigration d'Europe de l'Est soit stoppée et que les Polonais soient expulsés,.
En 2007, les Polonais vivant à Londres rapportent 42 attaques motivées par des causes ethniques, contre 28 en 2004,. Le député du Parti conservateur Daniel Kawczynski déclare que cette hausse de la violence contre les Polonais est en partie due « aux conséquences de la couverture médiatique de la BBC », dont les reporters « n'osent pas faire référence à l'immigration controversée venant d'autres pays,,,, ». Kawczynski critique la BBC à la Chambre des communes pour « son usage de la communauté polonaise comme prétexte à la dénonciation de l'immigration massive, incontrôlée » uniquement parce qu'il est « politiquement correct de faire ainsi » à l'encontre des Polonais.
En 2009, la Fédération des Polonais de Grande-Bretagne (en) et l'ambassade polonaise de Londres, dirigée par Barbara Tuge-Erecińska, déposent plusieurs plaintes, y compris auprès du Press Complaints Commission (PCC), à propos d'articles diffamant les Polonais. Le PPC aide à la conclusion d'un accord entre la Fédération et le Daily Mail, auteur des articles,,,,,,. L'ambassade s'interroge aussi sur la véracité de l'article de Kate Connolly, du Guardian, alléguant une « tempête de protestation en Pologne » en réponse à un film sur le mouvement de résistance juif,. Le Guardian est forcé par le PCC d'indiquer qu'un autre article de Simon Jenkins (en), du 1er septembre, qui parlait d'attitudes suicidaires de Polonais lors de la guerre, « reprenait une invention de la propagande nazie, quand il déclara que les lanciers polonais chargèrent les panzers d'Hitler. Il n'y a pas de preuve que cela se soit jamais déroulé »,.

## « Blagues polonaises »
Les « Blagues polonaises (en) » dépréciatives à l'égard des Polonais, les décrivant comme idiots, se propagent principalement au Royaume-uni et aux États-Unis.

## « Plombier polonais »
Le mythe du plombier polonais est une expression popularisée en France au printemps 2005 lors de la campagne du référendum sur le traité établissant une constitution pour l'Europe, par référence à la « Directive Services » qui exprime la crainte que le travail peu payé des citoyens d'Europe centrale ou de l'Est cause un préjudice aux travailleurs Ouest-Européens aux salaires plus importants. Ce cliché symbolise aussi le côté jugé peu fiable et pas cher des travailleurs étrangers en général.